# Talavera la Vieja
Talavera la Vieja, o Talaverilla, estaba situada en España, en la Alta Extremadura, provincia de Cáceres, 39º 48' 18" N y 5º 24' 25" O, junto a la margen izquierda del río Tajo, en la comarca del Campo Arañuelo. 

## Etimología
Según Edelmiro Bascuas, este topónimo sería derivado de la base paleoeuropea *tal-, derivada de la raíz hidronímica indoeuropea *tā- "derretirse, fluir".

## Ciudad bajo las aguas
El término municipal estaba limitado al norte y este por el río Tajo, al mediodía por el término de Peraleda de la Mata y al poniente por el de Bohonal de Ibor. La extensión del término era de 39,23 km², pues con motivo de la inundación del mismo por las aguas del embalse de Valdecañas en 1963 ha sido dividido entre los términos municipales de Peraleda de la Mata y Bohonal de Ibor. Aunque en la actualidad no existe la población de Valparaíso, fue vecina de Talavera la Vieja y tuvo gran importancia en la toponimia de Extremadura en América.

## Ciudad romana
Talavera la Vieja es la antigua ciudad romana de Augustobriga. La localización e identificación de la ciudad romana de Augustóbriga ha planteado un importante debate historiográfico. A pesar de ser mencionada en varias fuentes clásicas (Plinio el Viejo, Claudio Ptolomeo, el Itinerario de Antonino y el Anónimo de Rávena), su ubicación ha sido largamente discutida. Primeramente Ceán Bermúdez en 1832, la situó en el pueblo cacereño de Villar del Pedroso, atendiendo a la inscripción con el epitafio de Flavia Rufina en la que aparecía el nombre de la ciudad.
El hallazgo en Talavera la Vieja de este epígrafe que mencionaba al Senatus Populusque Augustobrigensis (C.I.L. 5346), publicada por F. Fita en 1887, permitió relacionar este pueblo con la romana Augustóbriga, opinión que validaron Coello y Emil Hübner, en 1889 y 1892, respectivamente.

## Primera mención
La primera mención y breve descripción de los restos conservados fue realizada por el humanista toledano Álvar Gómez de Castro, quien en 1572 visitó esta población aprovechando un viaje a Plasencia. Más tarde, en 1577, Felipe II encargaría a Ambrosio de Morales la catalogación de las construcciones romanas. En el siglo XVIII, Ignacio de Hermosilla hizo diferentes estudios y en 1916 José Ramón Mélida realizó un catálogo monumental. La única excavación arqueológica se realizó bajo la dirección de Antonio García y Bellido, quien emitió un breve informe en 1962.
Se pueden ver restos de Talavera la Vieja, en periodos de sequía del embalse de Valdecañas, el templo situado en las orillas del mismo y en la iglesia de los Santos Mártires de Talavera de la Reina.

## Realojo

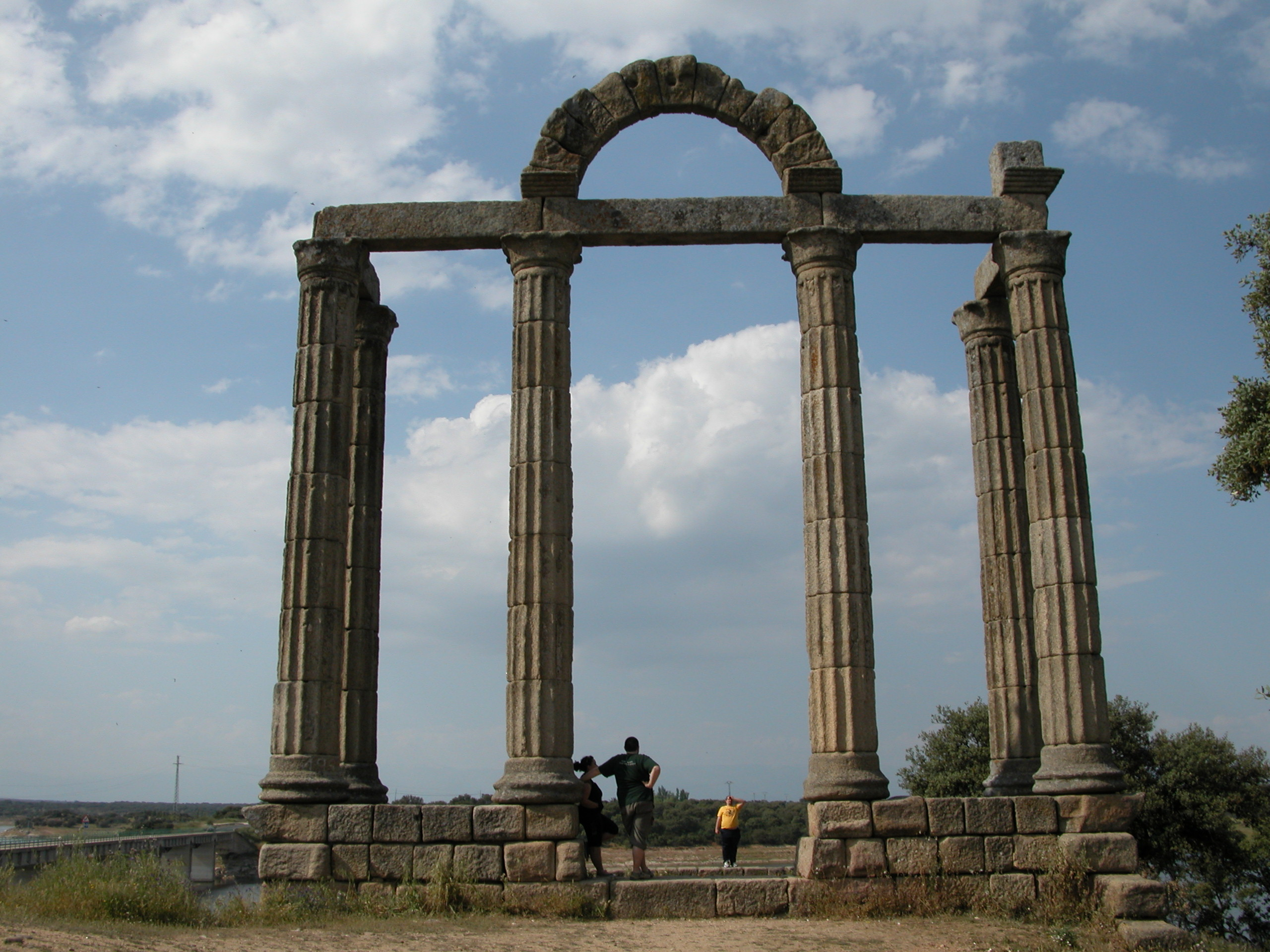
Pórtico de una curia de Talavera la Vieja, en su nueva ubicación. Es el único que se conserva en todo el mundo romano.

Los habitantes de Talavera la Vieja fueron realojados en diversos pueblos que creó el Instituto de la Vivienda, como Rosalejo, Tiétar, Santa María de las Lomas, Barquilla de Pinares y Pueblonuevo de Miramontes, conocidos como "los pueblos nuevos". Estos están ubicados dentro de la comarca del Campo Arañuelo. Muchos también emigraron (forzosamente) a otras provincias, Barcelona y Madrid, sobre todo; a barrios y municipios como Villaverde, o Leganés cuyo Ayuntamiento dedicó una plaza al pueblo de Talavera la Vieja colocando a modo de recuerdo y homenaje una de sus muchas antiguas lápidas romanas que fue cedida por un vecino del pueblo.

## Demografía
| Gráfica de evolución demográfica de Talavera la Vieja entre 1842 y 1960 |
| |
| Población de derecho según los censos de población del INE Población de hecho según los censos de población del INEEntre el censo de 1970 y el anterior, este municipio desaparece porque se integra por partes en los municipios Bohonal de Ibor y Peraleda de San Román, el resto en 1965 queda bajo las aguas del Embalse de Valdecañas. |